# Бронзовокрылые голуби
Бронзовокрылые голуби (лат. Henicophaps) — небольшой род птиц из семейства голубиные, включает только два вида.

## Состав рода
- Henicophaps albifrons — Белошапочный бронзовокрылый голубь
- Henicophaps foersteri — Новобританский бронзовокрылый голубь

## Распространение
Распространены на Новой Гвинее и близлежащих островах.

## Морфология
Длина тела белошапочного голубя  от 37 до 41 сантиметров. Новобританский бронзовокрылый голубь достигает длины  38 сантиметров. Оба вида имеют белые отметины на передней части головы. Клювы сильные. Характерной чертой этого рода являются блестящие зелёные "зеркальца" в центре поверхности крыльев.

## Поведение
Кормятся, в основном, на земле.